# Линия Хайнала

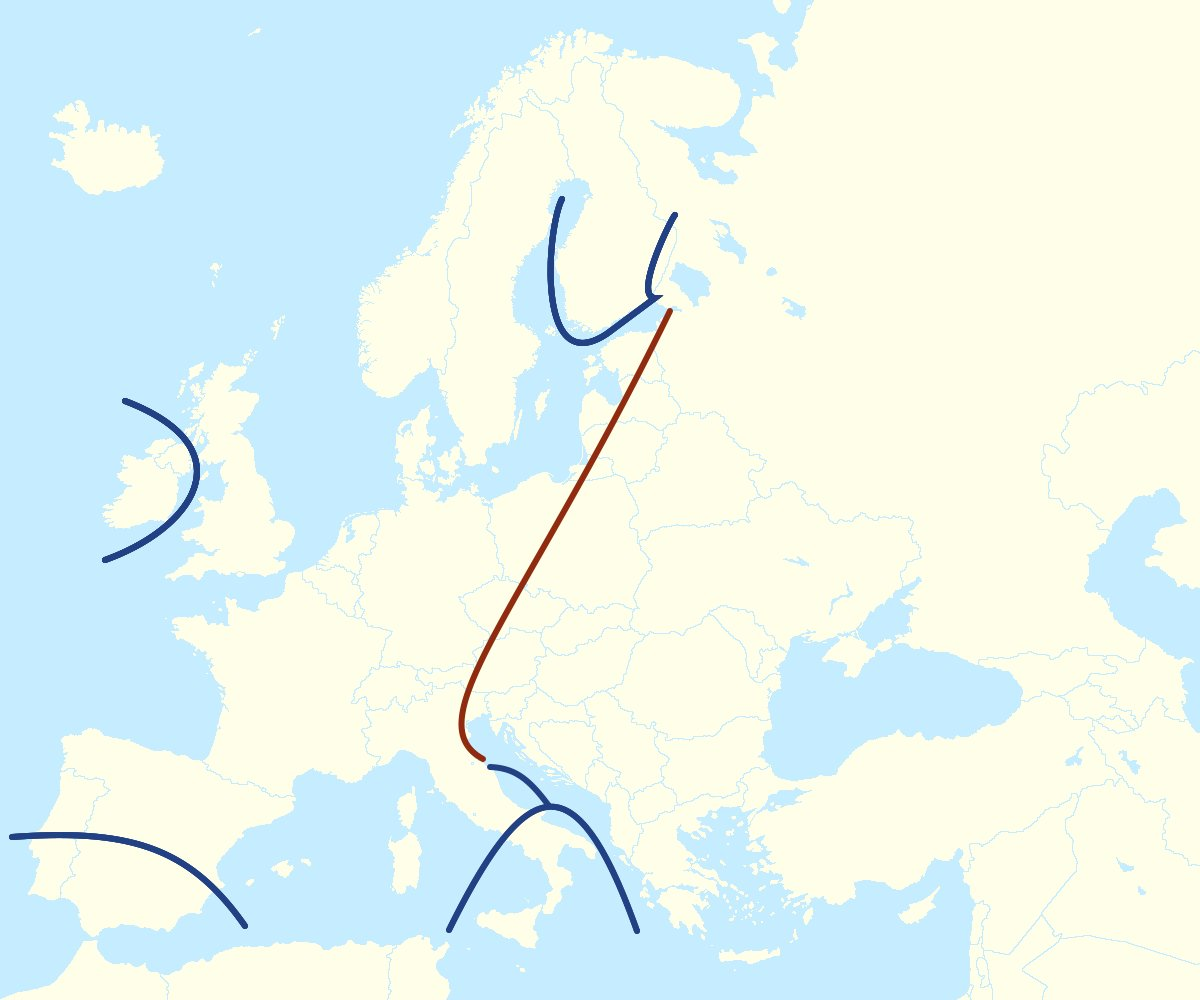
К западу от линии Хайнала, показанной красным, возникла западноевропейская модель брака. Синими линиями отмечены районы Западной Европы, которые не соответствовали модели брака Западной Европы.

Линия Хайнала — условная географическая линия в Европе разделения разных демографических моделей брачных отношений. К западу от линии брак традиционно не был всеобщим, более поздний, с небольшой разницей между супругами, с отделением хозяйства и местопроживания от родителей (как жены, так и мужа), с меньшими рождаемостью и детской смертностью, также с большой долей людей, не вступивших в брачные союзы. К востоку брак был всеобщим, более ранний, с образованием нуклеарной семьи, более высокой рождаемостью и детской смертностью. Эта демографическая граница проходит примерно от Санкт-Петербурга (Россия) на севере до Триеста (Италия) на юге, впервые введена в научный оборот в работах демографа и экономиста Дж. Хайнала в 1965 году.
В 20 веке наблюдения Хайнала считались достоверными самыми разными социологами. Однако с начала 21 века его теория регулярно подвергалась критике и отклонению со стороны учёных. Хайнал и другие исследователи не имели доступа или недооценивали исследования брачности, проводившиеся за железным занавесом, что противоречит их наблюдениям за жителями Центральной и Восточной Европы. Хотя некоторые социологи призывают пересмотреть или отвергнуть концепцию «линии Хайнала», другие учёные продолжают цитировать исследования Хайнала о влиянии западноевропейских моделей брака.

## История термина[9]
Джон Хайнал в 1953 года предложил методику исчисления средних возрастов вступления в первый брак по данным переписей. На основе этой своей работы он опубликовал статью «European marriage patterns in perspective», где и описал линию разделения разных типов брачных отношений. В 1979 году она была опубликована на русском языке под названием «Европейский тип брачности в ретроспективе». В 1982 году (в издании Кендриджского университета напечатана в 1983 году) появилось продолжение этой статьи — «Два вида доиндустриальной домашней системы» («Two kinds of preindustrial household formation system» в ориганале), расширившее географические границы сравнений добавлением Китая, Индии и других регионов.

## Демографические исследования
Сдвиг в сторону «западноевропейской модели брака» не имеет чёткого начала, но он определённо утвердился семнадцатого века, хотя более-менее строгая статистика в целом для Европы имеется начиная с середины XIX века, а для Швеции её можно реконструировать до 1750-х годов. Изначально такой тип семьи наблюдался в высших слоях общества XVII века, но быстро распространился на все слои общества. Немногочисленные разрозненные свидетельства говорят, что в древнем мире тип брачных отношений не был по западноевропейской модели.
Хайнал в своей работе рассматривал период до 1940 года, что вызвало критику в том, что данные по Восточной Европе неполны из-за железного занавеса, однако в своей работе Хайнал изначально оговаривает, что в основном использует данные по демографии до 1900 года и в тех границах, что были на эту дату.
В среднем первые браки заключались примерно в возрасте около двадцати пяти лет для обоих полов, при этом мужчины вступали в брак в несколько более старшем возрасте, чем женщины, и создавали нуклеарное домашнее хозяйство только тогда, когда они были достаточно стабильны в финансовом отношении; всему этому предшествовала работа в качестве слуг, рабочих или учеников. Кроме того, значительная часть женщин выходила замуж после двадцати лет, а 20–30 % женщин никогда не выходили замуж.

## Причины
В средние века и в наше время развивались всевозможные движения, которые постепенно стремились уменьшить влияние церкви в вопросах брака. Импульс был дан в Нидерландах со времен Средневековья городскими постановлениями, угрожавшими гражданскими и уголовными мерами против лиц, виновных в похищении людей, то есть вступлении в брак без согласия родителей. Эта тенденция продолжалась, когда в 1540 году император Карл V постановил, что любой мужчина, вступивший в брак в возрасте до 25 лет, и любая женщина, вступившая в брак в возрасте до 20 лет без согласия отца, лишались всех преимуществ, обычно причитающихся пережившему супругу. Женский возраст вступления в брак оказался убедительным индикатором женской автономии и часто используется в исследованиях экономической истории.
Одним из самых значительных факторов в разнице времени вступления в первый брак относятся различия в типе семьи: нуклеарная семья западноевропейского типа подразумевает существенную её экономическую и хозяйственную самодостаточность, что откладывает возраст вступления в брак до того, как мужчина не сможет обеспечить существование семьи. В других сообществах молодая семья включалась в состав более расширенной семьи и не было необходимости откладывать брак.
Также разные работы в причинах поздних браков отмечают тип наследования земли и имущества: еще в средние века в странах западнее линии Хайнала прочно утвердился обычай майората, то есть единонаследия старшего сына. Только он наследовал дом, землю и другую недвижимость своего отца. И, соответственно, только старшая дочь получала от своих родителей приданое в виде недвижимости. В те времена только мужчина, располагавший землёй и капиталом, приносившими доход, достаточный для содержания семьи, мог вступать в брак, и только женщина, располагавшая соответствующим приданым, могла рассчитывать на замужество. Дробить земельные участки между разными детьми не было принято. Остальные дети не могли вступить в брак, да и старшие получали наследство нередко не в раннем возрасте. По восточноевропейской традиции брачная мораль уже в средние века резко отличалась от морали западноевропейской как по количественным, так и по качественным характеристикам. Считалось, что вступать в брак нужно в раннем возрасте, независимо от того, есть ли у молодых необходимые средства для содержания семьи. Не было майората: наследниками являлись все дети. Безбрачие (холостое состояние) даже в первой половине XIX в. рассматривалось как своего рода безнравственное поведение (кроме, конечно, «черного» духовенства, для которого безбрачное состояние является чем-то возвышенным). При этом не вступить в повторный брак после развода или овдовения считалось почти так же плохо (для молодых мужчин и женщин), как никогда не вступать в брак.

## Современное состояние
Несмотря на то, что современная демографическая ситуация кардинально изменилась и в странах восточной Европы рождаемость зачастую ниже, чем в западной, в некоторых аспектах следы данной линии проявляются до сих пор. Так, по мнению демографа Алексея Ракши, реакция правительств стран и населения на пандемию была разной по обе стороны линии Хайнала. К востоку от неё люди меньше доверяют государству, хуже самоизолировались, хуже вакцинировались и, соответственно, чаще умирали от ковида. Время начала и темпы «второго демографического перехода» тоже различаются по разные стороны от этих границ.